# فينلاي لوكيت
فينلاي لوكيت (بالإنجليزية: Finlay Hurford-Lockett)‏ هو لاعب كرة قدم بريطاني في مركز الوسط، ولد في 2003 في إنجلترا في المملكة المتحدة. لعب مع بولتون واندررز.